# Hässleholms OK
Hässleholms OK är en orienteringsklubb i Hässleholms kommun som bildades 1947. De har genom åren arrangerat ett antal stora tävlingar och det största arrangemanget var huvudansvaret för 5-dagars i Skåne 1995 där Hässleholm var centralort. Klubben arrangerar varje år ett flertal orienteringstävlingar och är bland de aktiva kända för mycket gedigna arrangemang. I augusti 2001 arrangerade HOK sin största tävling sedan O-ringen 1995, Nordic Meeting 18-19 augusti som också utsågs till årets tävling i Skåne. På senare år arrangerade HOK i augusti 2015 en ny större tävling, Götalandsmästerskapen. Tävlingarna avgjordes i Hembygdsparken, (sprint) och i Vedema, (långdistans & stafett). Under våren 2019 arrangerade klubben Svenska Mästerskapen i nattorientering med Hörja IP som arena.